# Jason Chamberlain
Jason Chamberlain (ur. 2 lipca 1990) – amerykański zapaśnik w stylu wolnym. Złoty medalista mistrzostw panamerykańskich w 2015. Trzeci w Pucharze Świata w 2019 roku.
Zawodnik Springville High School z Springville i Boise State University. Dwa razy All-American w NCAA Division I; drugi w 2013 i trzeci w 2011 roku.